# Angiolo Mascagni
Angiolo Mascagni (Arezzo, 2 dicembre 1840 – Arezzo, 15 febbraio 1915) è stato un politico italiano.

## Biografia
Figlio di Giovanni Battista Mascagni, studiò giurisprudenza ed esercitò la professione di avvocato ad Arezzo. Fu per molti anni consigliere comunale e membro della deputazione provinciale aretina. Reggente ad interim del comune di Arezzo dal 5 maggio 1874, raccogliendo le redini dell'amministrazione dopo le dimissioni di Adalindo Tanganelli, fu nominato sindaco di Arezzo con Regio decreto il 22 novembre 1874. Dal 1885 al 1892 fu di nuovo sindaco, l'ultimo sindaco della città ad entrare in carica per nomina regia e il primo ad essere eletto dal consiglio comunale.